# Nyeng
Nyeng est une localité de la région du Centre au Cameroun, localisée dans la commune de Nsem et le département de la Haute-Sanaga.

## Population
En 1963, Nyeng comptait 222 habitants, principalement des Bamvele.
Lors du recensement de 2005, ce nombre s'élevait à 105.